# Social education
Social Education (traducida como "educación social") es una revista académica revisada por pares que cubre la educación de estudios sociales en los Estados Unidos. Está publicada por el Consejo Nacional para los Estudios Sociales.
Según Marsela (2014), el problema de la exclusión social, el cual está directamente relacionado con los problemas de la educación social, se reveló como el que se asocia con los problemas de mantenenimiento del orden social y estabilidad.

## Historia
El primer presidente del Consejo Nacional de Estudios Sociales, Albert Edward McKinley (1870-1936), también se desempeñó como editor y director general de la revista. La publicación se estableció en 1930 como Perspectiva Histórica. En 1937 se convirtió en la revista oficial del consejo, obteniendo su nombre actual.

## Abstracción e indexación
La revista es resumida e indexada en las bases de datos de EBSCO y la  Base de datos de Asociación de Lengua Moderna.

## Lectura externa
- Greenawald, Dale. «Maturation and Change: 1947–1968». National Council for the Social Studies. Consultado el 4 de julio de 2018.

- Datos: Q15765793